# Santa Tereza
Santa Tereza is een gemeente in de Braziliaanse deelstaat Rio Grande do Sul. De gemeente telt 1.893 inwoners (schatting 2009).